# Cameron Bancroft
Cameron Bancroft (Winnipeg (Canada), 17 mei 1967) is een Canadese acteur.

## Levensloop
Cameron is een zoon van een advocaat en een verpleegster en heeft een oudere zuster en een jongere broer.
Na school speelde hij ijshockey bij de Kamloops Blazers, maar hij moest ermee stoppen door een ongeluk bij een wandeltocht. Daarna besloot hij te gaan acteren. 
De serie General Hospital was in 1985 zijn eerste acteerervaring. Daarna speelde hij verschillende (kleine) rollen, zoals in 59 afleveringen van The Beachcombers (1987 t/m 1990), in 26 afleveringen van Code Name: Eternity (2000), in 9 afleveringen van 24 (2005) en in diverse andere films en series.
Hier is hij bekend geworden door zijn rol als Joe Bradley in de televisieserie Beverly Hills, 90210 van 1995 tot en met 1996.
In het begin acteerde hij onder de naam Cam Bancroft.
Hij trouwde in september 1999 en heeft hieruit een zoon (2000) en een dochter (2002).

## Filmografie

### Films
Uitgezonderd korte films.
- 2023 - A Season for Family - als Charles
- 2021 - Coyote Creek Christmas - als Coyote Creek Christmas
- 2021 - A Little Daytime Drama - als Gregory James
- 2020 - A Babysitter's Guide to Monster Hunting - als Pete Ferguson
- 2020 - Riddled with Deceit: A Martha's Vineyard Mystery - als Willard Gilford
- 2018 - A Midnight Kiss - als Gary Pearson
- 2018 - In God I Trust - als James
- 2018 - Morning Show Mystery: Murder on the Menu - als Victor Anderson
- 2017 - Washed Away - als Asher
- 2017 - Secrets of My Stepdaughter - als Greg Kent
- 2016 - The Wedding March - als Josh Johnson
- 2014 - The Town That Came A-Courtin' - als Spencer Alexander
- 2013 - Garage Sale Mystery - als Ben Douglas
- 2013 - Profile for Murder - als Richard
- 2012 - Hannah's Law - als James Beaumont
- 2011 - To the Mat - als Kevin
- 2009 - Ring of Deceit - als Jack Singer
- 2008 - Flirting with Forty - als Daniel Laurens
- 2008 - Mail Order Bride - als Beau Canfield
- 2008 - The Love of Her Life - als Brian Hagan
- 2008 - Left Coast - als Bill
- 2007 - Don't Cry Now - als Ross
- 2007 - Simple Things - - als dr. Evan Gibbs
- 2006 - The Path to 9/11 - als Mike McCormick
- 2004 - A Beachcombers Christmas - als Scott Rivers
- 2004 - I Want to Marry Ryan Banks - als Larry
- 2003 - Undercover Christmas - als Scott Shift
- 2003 - The Crooked E: The Unshredded Truth About Enron - als Duffy
- 2002 - He Sees You When You're Sleeping - als Sterling Brooks
- 2002 - The New Beachcombers - als Scott Rivers
- 2002 - Anything But Love - als Greg Ellenbogen
- 2001 - MVP: Most Vertical Primate - als Rob Poirier
- 2001 - She's No Angel - als Jed Benton
- 1999 - Mystery, Alaska - als Tinker Connolly
- 1998 - L.A. Without a Map - als Patterson
- 1997 - Convictions - als Jeff Parker
- 1997 - Sleeping Together - als Bruce
- 1996 - To Brave Alaska - als Roger Lewis
- 1995 - Zoya - als Nicholas
- 1995 - Dream Man - als Robert Reynolds
- 1995 - She Stood Alone: The Tailhook Scandal - als Rocket
- 1995 - The Other Mother: A Moment of Truth Movie - als Jack
- 1994 - For the Love of Nancy - als Patrick
- 1994 - Moment of Truth: Broken Pledges - als Mark
- 1994 - Moment of Truth: To Walk Again - als Eddie
- 1993 - Just One of the Girls - als Kurt Stark
- 1993 - Love & Human Remains - als Bernie
- 1995 - A Family Divided - als Chad Billingsley
- 1991 - Rock 'n' Roll High School Forever - als Bernie
- 1990 - 83 Hours 'Til Dawn - als David Burdock
- 1986 - The Boy Who Could Fly - als Joe

### Televisieseries
Uitgezonderd eenmalige gastrollen.
- 2018 - 2020 - NarcoLeap - als Gregory Atkins - 7 afl.
- 2020 - When the Street Lights Go On - als mr. Monroe - 5 afl.
- 2018 - 2019 - Michelle's - als Hank Deveraux - 5 afl.
- 2018 - UnREAL - als Preston - 3 afl.
- 2013 - 2015 - Cedar Cove - als Will Jeffers - 16 afl.
- 2012 - 2013 Blackstone - als dr. Kurt Ellis - 8 afl.
- 2011 - R.L. Stine's The Haunting Hour - als dr. Wright - 2 afl.
- 2011 - Supernatural - als dr. Gaines / Leviathan - 3 afl.
- 2006 - Hockeyville als Cameron - 7 afl.
- 2005 - Beautiful People als Joe Seplar - 4 afl.
- 2005 - 24 als Lee Castle - 9 afl.
- 2005 - Little House on the Prairie als Charles Ingalls - tv-miniserie
- 2000 - Code Name: Eternity als Ethaniel - 26 afl.
- 1996 - 1997 - The Cape als Kapitein Beaumont - 17 afl.
- 1995 - 1996 - Beverly Hills, 90210 als Joe Bradley - 23 afl.
- 1995 - Extreme als Kyle Hansen - 7 afl.
- 1993 - 1994 - Highlander als David Keogh - 2 afl.
- 1987 - 1990 - The Beachcombers als Graham - 63 afl.

- Biblioteca Nacional de España: XX1104168
- Bibliothèque nationale de France: cb14152559f (data)
- International Standard Name Identifier: 0000 0001 1469 3651
- Library of Congress Control Number: nr99033844
- Nationale Bibliotheek van Tsjechië: xx0146518
- Nationale Bibliotheek van Israël: 987007439695205171
- Nederlandse Thesaurus van Auteursnamen: 322397103
- Système universitaire de documentation: 162544138
- Virtual International Authority File: 24810215
- WorldCat: E39PBJbWyvgjWgVqVDXhwcGWDq